# Mauro Giuliani
Pour les articles homonymes, voir Giuliani.
Œuvres principales
Concertos pour guitare n°1 & 3, Le Rossiniane
Mauro Giuliani, né le 27 juillet 1781 à Bisceglie et mort le 8 mai 1829 à Naples, est un guitariste virtuose et un compositeur napolitain. Il est le père de Michele Giuliani (1801-1867), guitariste, compositeur et professeur de chant au Conservatoire de Paris, et d'Emilia Giuliani-Guglielmi (1813-1850), guitariste et compositrice, et le frère aîné de Nicolas Giuliani (fl. 1847), maître de chapelle à Saint-Pétersbourg, attaché au service de l'Impératrice de Russie.

## Biographie

### Enfance

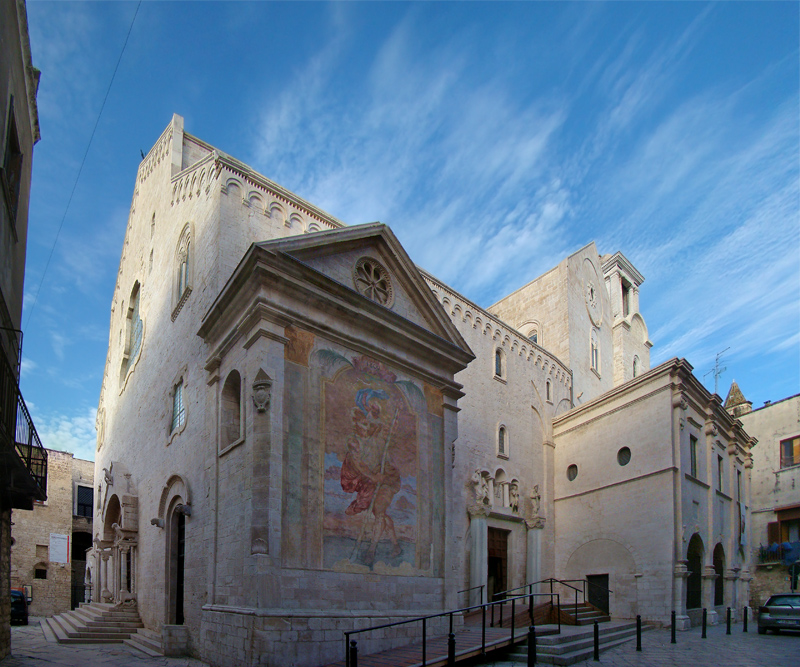
Cocathédrale San Pietro Apostolo (Saint-Pierre Apôtre) de Bisceglie

Mauro Giuliani est né à Bisceglie. Il a étudié le violoncelle, la guitare, et peut-être aussi le violon.

### Début de carrière

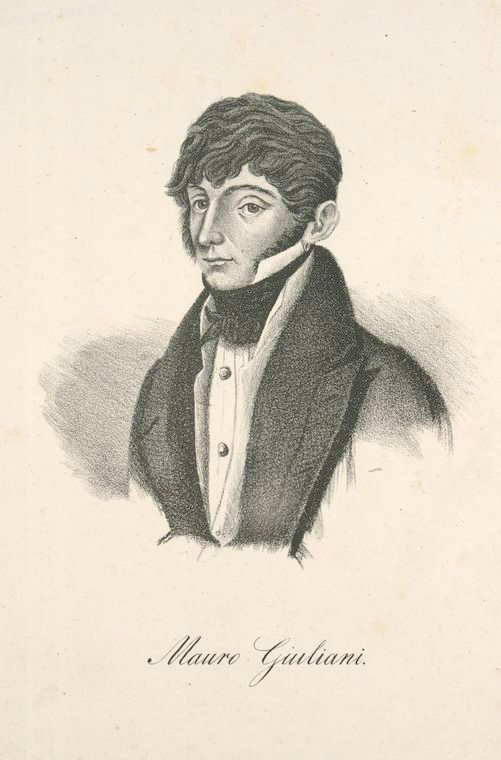
Mauro Giuliani

À 25 ans il était déjà une célébrité. Mauro Giuliani a un enfant, Michele, avec Marie Joséphine del Monaco.

### Vienne et le virtuose voyageur

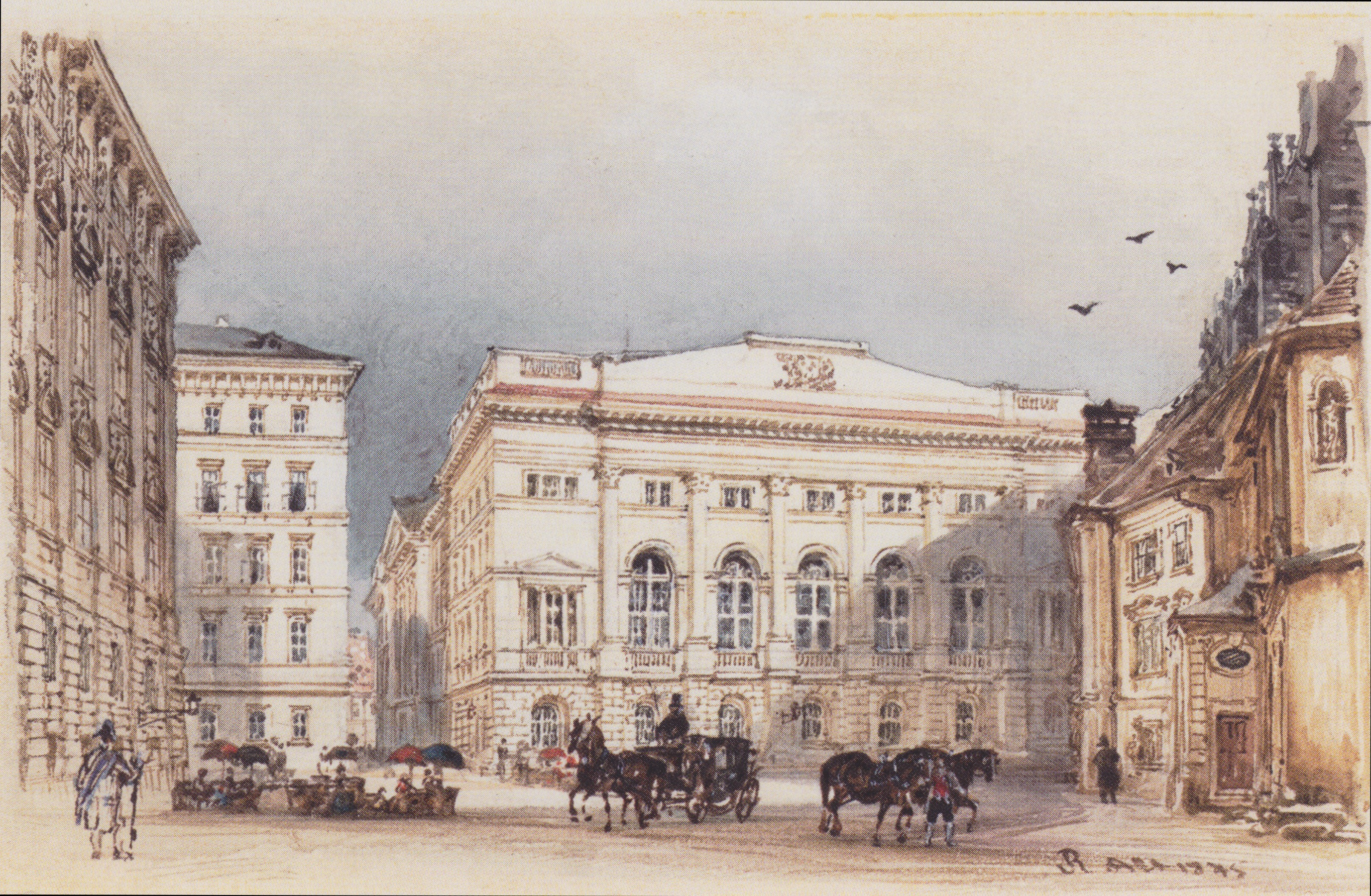
Vienne en 1845 (Das Niederösterreichische Landhaus in Wien vom Minoritenplatz gesehen [Le Palais de la Basse-Autriche à Vienne, vu depuis la Place des Minimes], 1845, Rudolf von Alt (1812–1905))

Il exerça à Vienne de 1807 à 1819, puis en Italie où il séjourna jusqu'à sa mort. Il rencontra, dans la capitale autrichienne, de nombreux succès comme soliste, mais aussi dans le cadre de la musique de chambre.

### Fin de carrière

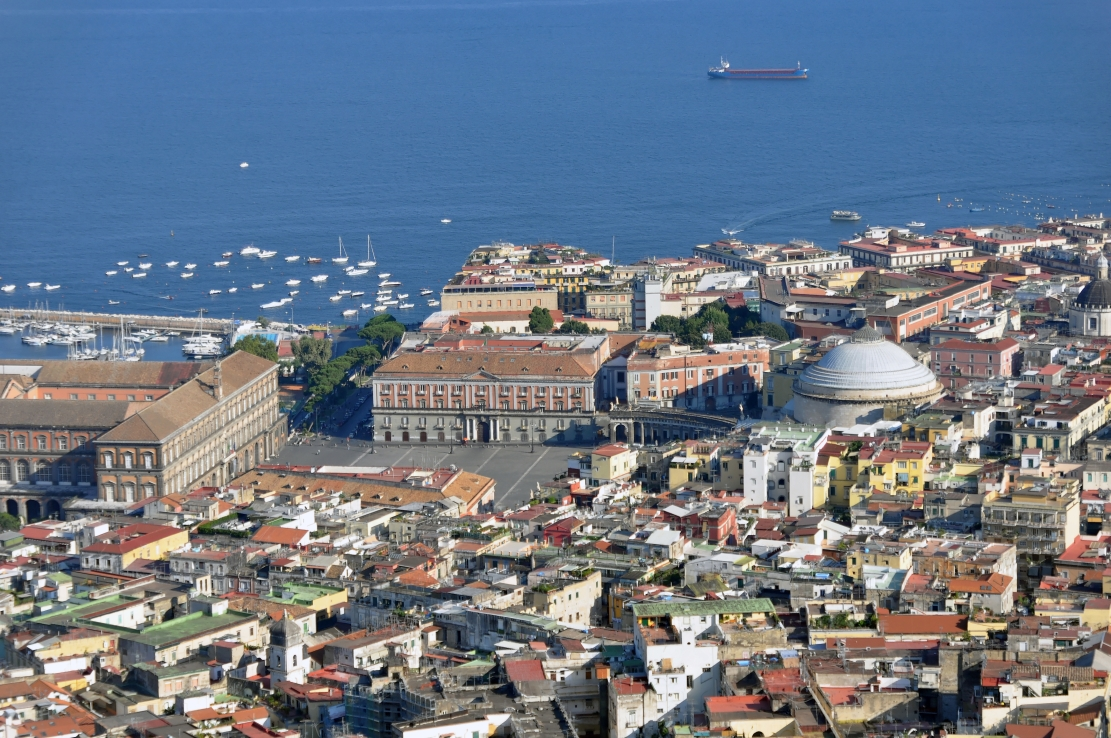
Naples

En 1828 sa santé commence à se détériorer. Il meurt à Naples en 1829.

## Famille
Son frère cadet Nicolas Giuliani (fl. 1847) était maître de chapelle à Saint-Pétersbourg, attaché au service de l'Impératrice de Russie. Il est l'auteur d'un traité d'harmonie (Introduction au Code d'Harmonie pratique et théorique, ou Nouveau système de Basse Fondamentale) publié en 1847.
Sa fille extraconjugale Emilia Giuliani-Guglielmi (1813-1850) était guitariste virtuose et compositeur.
Son fils Michele Giuliani (1801-1867) était guitariste, compositeur et professeur de chant au Conservatoire de Paris de 1850 à 1867.
- Grandes variations pour deux guitares (opus 1) sur l'air « Di tanti palpiti », extrait de l'opéra Trancredi, de Rossini.

## Relations personnelles et professionnelles
- Joseph Haydn
- Ludwig van Beethoven
- Johann Nepomuk Hummel
- Ignaz Moscheles
- Anton Diabelli
- Louis Spohr
- Gioachino Rossini
- Joseph Mayseder (violoniste)
- Joseph Merk (violoncelliste)
- Niccolò Paganini

## Élèves
- Jan Nepomucen Bobrowicz
- Felix Horetzky
- Emilia Giuliani-Guglielmi
- Michele Giuliani

## Instruments
- Giovanni Battista Fabricatore, Naples[6] ?
- Joseph Pons (Pons l'Aîné), (Paris 1812)[6] ?
- Johann Georg Stauffer (1778-1853), (Vienne)[6] ?

## Œuvres

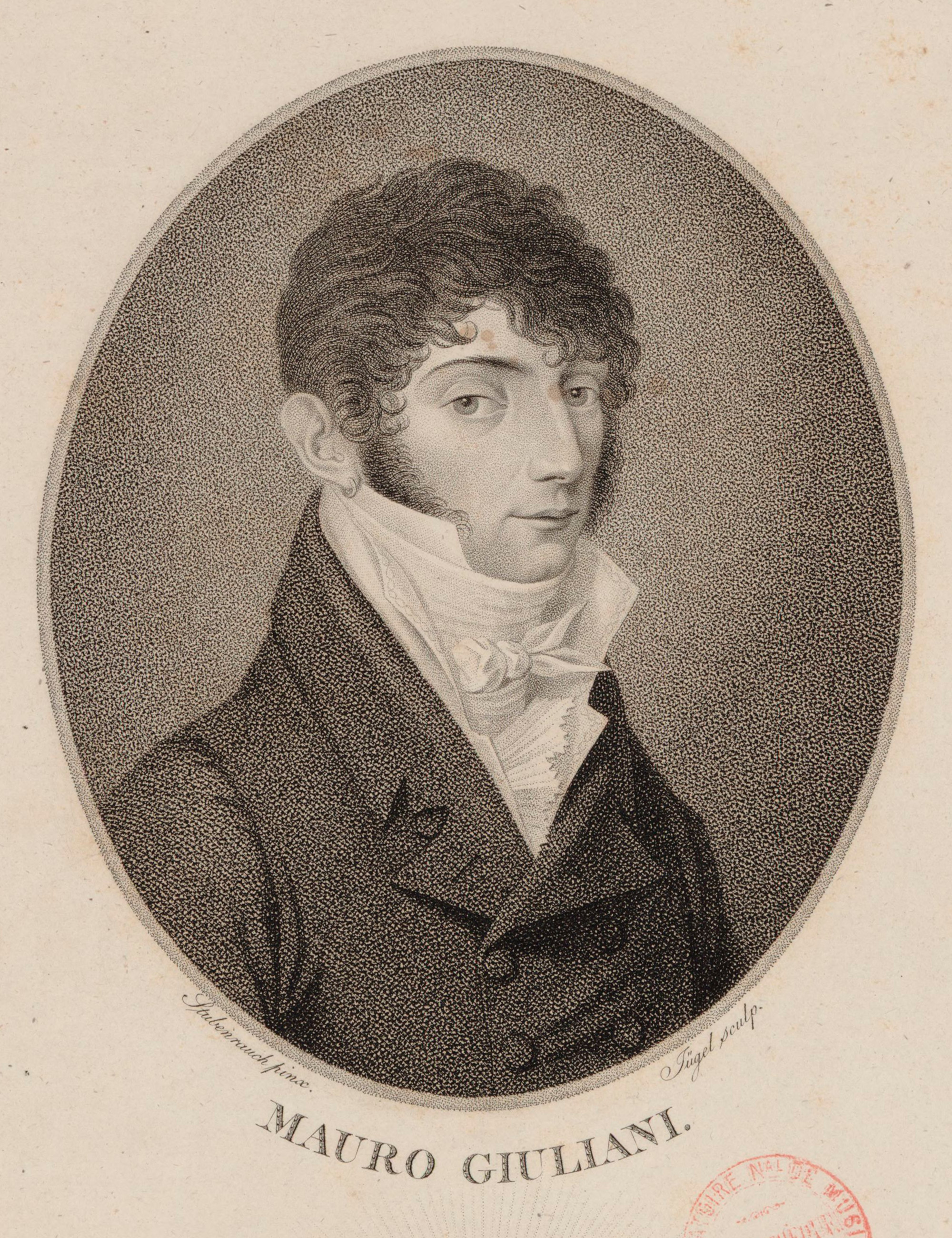
Mauro Giuliani par Johann Friedrich Jugel (1772-1833) d'après Stubenrauch [probablement Philipp von Stubenrauch (1783-1848)].

Mauro Giuliani a composé plus de 240 œuvres et 1000 piècesessentiellement pour son instrument mais aussi pour des formations plus importantes. Ses trois concertos pour guitare et orchestre, ainsi que les six Rossiniane comptent parmi ses pièces les plus marquantes.
Son style est à la fois virtuose et élaboré. Comme dans l'œuvre de Niccolò Paganini l'aspect mélodique et harmonique est fortement inspiré par Rossini. Souhaitant hisser la guitare au même rang que le piano ou le violon, il compose pour elle des sonates et des pièces aux développements ambitieux et souvent exigeantes pour le guitariste. Bien que plus jeune de quelques années que Beethoven, Giuliani a suivi les principes plus classiques de Mozart et de Haydn.
On peut diviser son œuvre en trois périodes : 
- 1808, arrivée à Vienne et établissement comme virtuose, pédagogue, et compositeur pour guitare : Sonate en do majeur opus 15, Concerto nº 1 pour guitare opus 30, Méthode (Étude de la guitare opus 1a), etc.
- 1812, fréquentation des plus grandes figures de la musique de Vienne (Beethoven, Hummel, Mayseder, etc.) : Compositions pour guitare avec d'autres instruments (flûte, violon, voix, etc.) concerto no 2 et 3, Grande Ouverture opus 61, etc.
- 1819, retour en Italie : Le Rossiniane opus 119-124, arrangement pour deux guitares d'ouvertures de Rossini (Il Barbiere di Siviglia, La Cenerentola, L'Assedio di Corinto, La Gazza Ladra). Cette dernière période est marquée par une plus grande influence de Rossini.

### Méthode, études, et compositions pour les élèves
Mauro Giuliani a écrit une méthode de guitare, six recueils d'études, ainsi que des pièces pour les élèves et les amateurs.

#### Méthode (Étude de la guitare opus 1a)
La méthode de Mauro Giuliani qui a pour titre français Étude de la guitare opus 1a a été publiée dans une édition trilingue italien, français et allemand chez plusieurs éditeurs (Edition Peters à Leipzig et Artaria à Vienne) et a bénéficié d'une second édition chez Artaria du vivant de Giuliani.
Il s'agit d'une méthode ambitieuse destinée aux élèves et amateurs avancés mais aussi aux professionnels. Elle est le fruit d'une recherche personnelle concernant la technique de la guitare. L'Avant-propos débute par la phrase suivante: "L'étude de la guitare a toujours été mon occupation favorite, dans laquelle j'aspirai de toutes mes forces à la perfection."
L'Étude de la guitare opus 1a porte le même numéro d'opus que les Grandes Variations pour deux guitares sur l'air (Di tanti palpiti) de l'opéra Tancredi opus 1 de Rossini mais a peut-être été écrite ultérieurement.

#### Études
Mauro Giuliani a composé plus de cent études rassemblées dans six recueils. Contrairement à ses compositions Giuliani précise les doigtés dans l'édition de nombreuses études, comme les 24 Prime Lezioni, opus 139.
- 24 Études, Opus 48
- 18 Études progressives, Opus 51
- Étude, contenant huit exercices, Opus 90
- Studi, opus 98
- 24 Études, opus 100
- 24 Prime Lezioni, opus 139

#### Compositions pour les élèves et les amateurs
- Le Papillon, 32 pièces faciles, Opus 50

### Concertos
Mauro Giuliani a composé quatre concertos pour guitare et orchestre. Le quatrième concerto est aujourd'hui perdu.

#### Concertono1pour guitare, opus 30

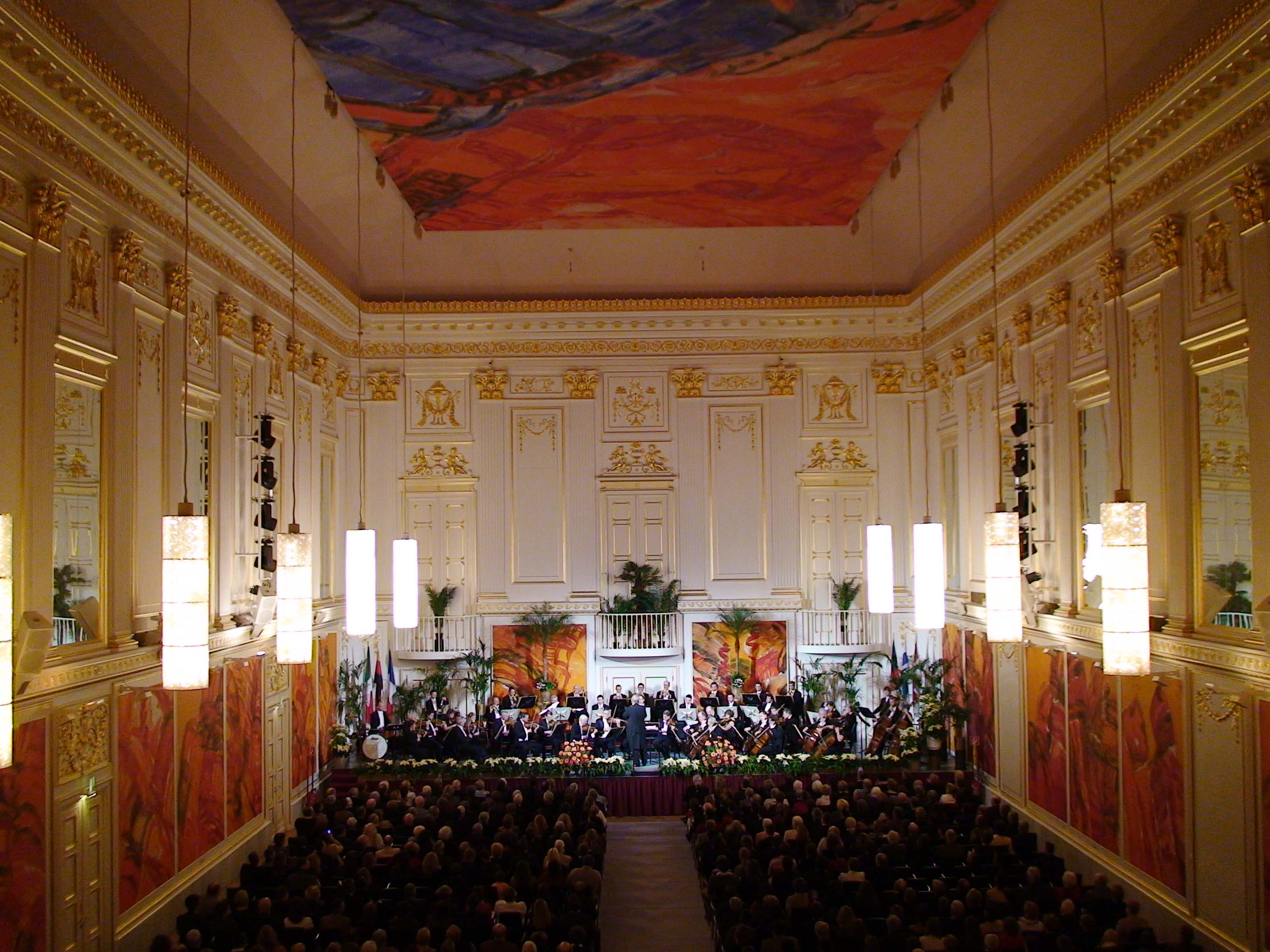
Salle des redoutes (Redoutensaal) de la Hofburg de Vienne en 2008

Le Concerto no 1 pour guitare, opus 30 de 1808 en la majeur est aujourd'hui le plus joué. Il serait le premier concerto pour guitare et orchestre interprété en public.
Le concerto a été originellement composé pour guitare et orchestre  (cordes et vents). Le concerto a été joué par Giuliani le 3 avril 1808 à la Redoutensaal (la « Salle des Bals ») de Vienne.
Il a été publié pour la première fois, dans une version avec accompagnement d’orchestre, par le Bureau des Arts et d'Industrie à Vienne vers  1808-1810 (Violin I & II; Viola; Bassi e Violoncelli; Violin I & II Ripieno; Flauto I & II; Oboe I & II; Clarinetto I & II; Fagotto I & II; et Corno I & II).
Une deuxième édition pour guitare et quatuor à cordes a été réalisée par le Bureau des Arts et d'Industrie à Vienne vers  1808-1810.
En 1822 Anton Diabelli réalise une troisième édition dans une version pour guitare et piano. Les nombreuses modifications font alors ressembler le concerto à un ‘’Grand Duo Concertant’’ dans lequel la guitare et le piano ont un rôle plus ou moins égal.
Réception de l'œuvre
Lors de la création qui a été un succès plusieurs critiques musicaux ont loué la qualité de la composition et le grand talent d'interprète de Giuliani, tout en considérant que la guitare était plus à sa place comme instrument d'accompagnement que comme instrument soliste.

#### Concertono2pour guitare, opus 36
Le Concerto no 2 pour guitare, opus 36 de 1812 en la majeur compte trois mouvements : Maestoso; Andantino; Rondo Allegretto. Il est similaire au premier concerto par sa tonalité et sa construction mais est plus développé harmoniquement et également plus modérée dans le caractère. 
Ce concerto n’est pas connu pour avoir existé dans une version pour orchestre complet mais seulement pour guitare et quatuor à cordes. Il est cependant parfois joué avec accompagnement d’orchestre à cordes.
Comme pour le Concerto no 1 opus 30 Anton Diabelli a réalisé un arrangement avec piano en apportant de nombreuses modifications. Pour le Concerto no 2 il a réalisé cet arrangement pour guitare tierce (ou terz) ce qui fait que bien qu’écrit en La majeur il sonne une tierce au-dessus en Do majeur.

#### Concertono3pour guitare, opus 70
Le Concerto no 3 pour guitare, opus 70 de 1824 en fa majeur a été composé pour guitare tierce (ou terz) et orchestre complet.
Une édition pour guitare et quatuor à cordes a été réalisée.
Comme pour les Concertos no 1 opus 30 et nº 2 opus 36 Anton Diabelli a réalisé un arrangement avec piano, mais en apportant peu de modifications à la partie de guitare.
Giuliani a aussi réalisé une version pour guitare seul du deuxième mouvement du concerto (Variations opus 70) ainsi qu'une version pour deux guitares de la polonaise du troisième mouvement (Polonaise Concertante opus 70).

#### Concertono4pour guitare, opus 129
Nous connaissons peu de choses sur le quatrième concerto dont la partition a été perdue.

### Variations
Mauro Giuliani a composé plus de quarante variations pour guitare et deux variations pour deux guitare et deux variations pour guitare et pianoforte et deux variations pour flûte ou violon et guitare. Il s'agit du genre le plus représenté dans l'œuvre de Mauro Giuliani.

### Sonates
Mauro Giuliani a composé trois ou six sonatines (Tre Sonatine opus 71 (c. 1810), et Tre Sonatine (c. 1828)) et cinq sonates (Sonata opus 15 (c. 1812), Tre Sonate Brillanti opus 96, et la Gran Sonata Eroica  opus 150" (c. 1843)).    
Parmi elles les deux plus importantes sont la Sonate en do majeur opus 15 et la Sonate "héroïque" en la majeur opus 150. 

#### Sonate en do majeur, opus 15
La Sonate en do majeur, opus 15 est peut-être la plus élaborée des Sonates et Sonatines de Giuliani. Elle comporte trois mouvements: Allegro spirito; Adagio con grand espressione; Finale.  

#### Trois Sonatines opus 71
Les Tre Sonatine opus 71 sont de forme classique.
- Sonatine no 1 opus 71 : Maestoso; Menuetto Allegretto; Trio; Rondo Allegretto
- Sonatine no 2 opus 71 : Andantino espressivo; Andantino Grazioso; Allegretto con brio
- Sonatine no 3 opus 71 : Andantino sostenuto; Tempo du Marcia; Trio; Scherzo con moto; Trio; Finale Allegro

#### Trois Sonates opus 96
Le Trois Sonates brillantes opus 71 sont les moins élaborées des Sonates et Sonatines de Giuliani et sont peut-être plus destinées au amateurs. Elles n'ont que deux mouvements et débutent par un mouvement lent suivi d'un mouvement vif.
- Sonate no 1 en do majeur opus 96 : Andantino; Allegro
- Sonate no 2 en sol majeur opus 96 : Grazioso; Allegretto
- Sonate no 3 en ré majeur opus 96 : Andantino; Allegretto;

#### Sonate "héroïque" en la majeur, opus 150
la Grand sonata eroica est une des dernières œuvres de Mauro Giuliani. Il s'agit d'une de ses compositions les plus ambitieuses avec les concertos et Le Rossiniane. Elle est dédiée à Filippo Isnardi. La Sonate héroïque comporte un mouvement (Allegro maestoso). Par le terme "eroica" elle peut être rapprochée au style « héroïque » de Ludwig van Beethoven (1803-1812) et notamment à la Symphonie nº 3 de Beethoven, communément appelée Eroica et dédiée à Napoléon Bonaparte.

### Préludes, Fugue
Les Six Préludes de Giuliani (Sei Preludi, opus 83), comme la petite fugue (Fughetta, opus 113) semblent être inspirés par Johann Sebastian Bach. Sa fille Emilia Giuliani-Guglielmi composera également six préludes (Sei Preludj, Opus 46, Vienne, 1841).

### Bagatelles opus 73
les dix Bagatelle opus 73, peut-être composées vers 1810, sont des pièces comparables aux Bagatelles composées pour d'autres instruments durant la même période, comme les Bagatelles pour piano de Beethoven.

### Choix de mes Fleurs cheries ou Le Bouquet Emblématique opus 46
Choix de mes Fleurs cheries ou Le Bouquet Emblématique opus 46 est une œuvre en dix mouvements dédiée à Jules Giraud. Il s'agit peut-être de la composition de Giuliani la plus développée sur le plan harmonique. Chaque mouvement miniature évoque une fleur différente.

### Sinfonia
Mauro Giuliani a composé des sinfonias pour une et deux guitares.

### Divertissements
Mauro Giuliani a composé plusieurs divertissements pour guitare, et un pour violon ou flûte et guitare.
- Divertissements (Divertissemens) opus 29, pour guitare (c. 1828) : Andantino grazioso; Allegro vivace; Andantino espressivo; Allegretto; Allegro Polonaise; Trio; Finale; Tempo di Menuetto; Trio; Allegro.

### Rondos
Mauro Giuliani a composé plus de dix rondos pour guitare et deux rondos pour deux guitare.

### Le Rossiniane

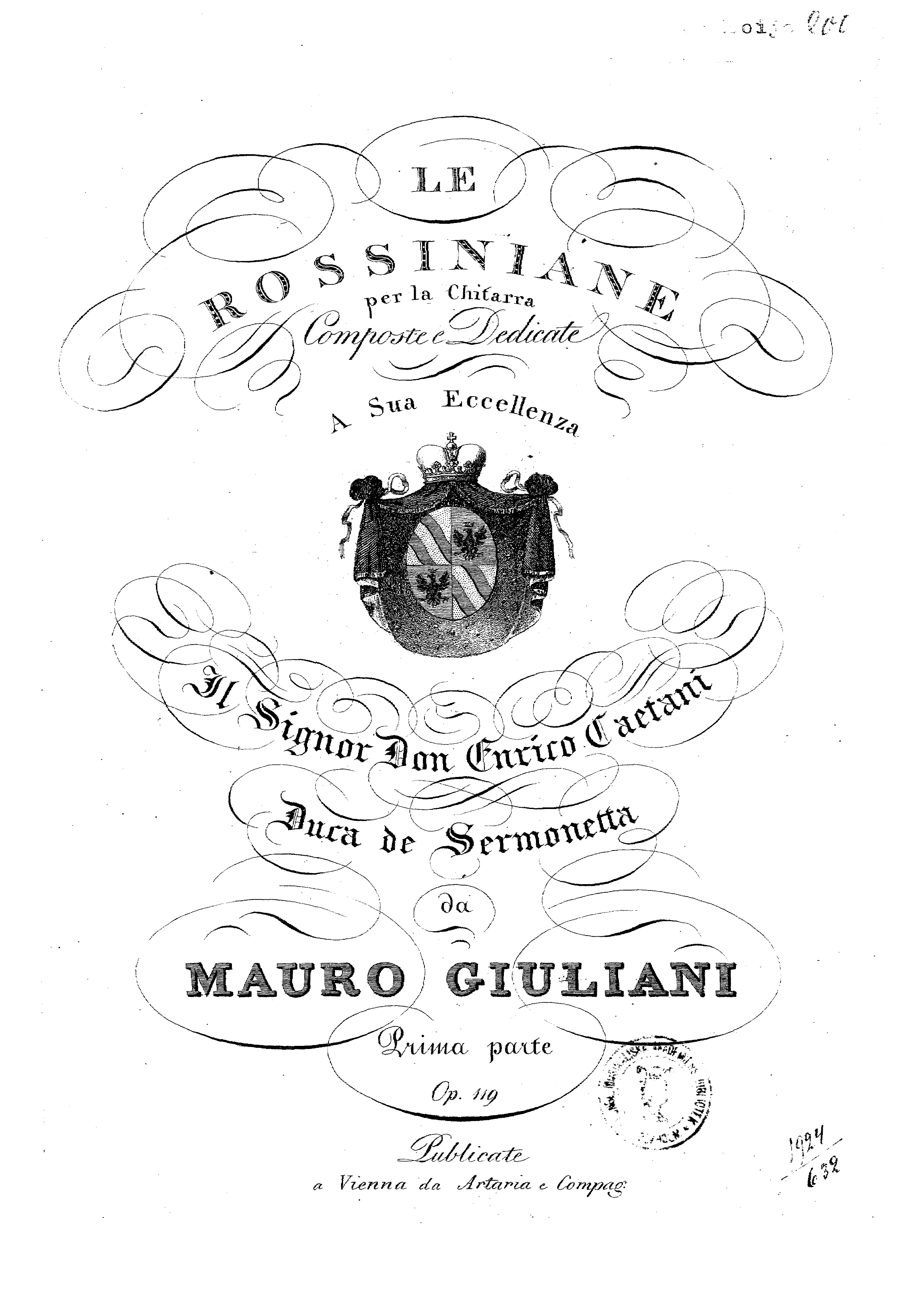
Couverture originale de la partie 1 de Le Rossiniane

Le Rossiniane (Les Rossinianes) est une œuvre composée de six fantaisies sur des airs d'opéras de Gioachino Rossini composée entre 1822 et 1828. La Rossiniana I, opus 119, fait partie des œuvres les plus jouées de Mauro Giuliani. La Rossiniana II, opus 120, est abondamment utilisée dans le film L'Arbre aux papillons d'or, dont elle est l'un des thèmes principaux.

### Autres compositions pour guitare
Mauro Giuliani a également composé un Caprice et d'autres pièces comme la Grande Ouverture, opus 61 (1809)

#### Ouverture, opus 61
La Grande Ouverture a une forme classique avec une brève introduction lente en mineur suivie d'un développement en majeur de forme sonate. La pièce est virtuose et n'est pas exempte d'humour. La Grande Ouverture rappelle les ouvertures d'opéra de Rossini.

### Musique de chambre
Mauro Giuliani a également composé pour voix et guitare, violon ou flûte et guitare, pianoforte et guitare, et d'autres formations comme guitare et quatuor à cordes.